# No Substance
No Substance ist das zehnte Studioalbum der Punkband Bad Religion und außerdem das zweite Album nach dem Ausstieg des Gitarristen, Mitsongwriters und Gründungsmitglieds Brett Gurewitz.
Das Album wurde, wie das vorherige, von der Band gemeinsam getextet und aufgenommen. Der Stil des Albums ist deutlich poppiger als der der Vorgänger und wird von Fans deswegen oft als „schlechtestes Album der Band überhaupt“ angesehen. Der Band wurde nach der Veröffentlichung des Albums vorgeworfen, dass die für Bad Religion typische Dynamik und Aggressivität fehle und sich die Melodien immer mehr in die Richtung eingängiger Popsongs entwickelten. Kein einziger Song des Albums fand sich nachhaltig im Live-Repertoire der Band wieder.
Campino, Sänger der deutschen Punkband Die Toten Hosen, hat einen Gastauftritt auf dem Album. Er singt Raise Your Voice zusammen mit Greg Graffin. Dieser Song wurde 2012 bei Rock am Ring von den Toten Hosen gemeinsam mit Greg Graffin live gespielt.
In Deutschland erschien das Album bei der Plattenfirma Dragnet Records, einem Unterlabel von Epic Records, und somit bei Sony Music Entertainment.

## Titelliste
1. Hear It
2. Shades Of Truth
3. All Fantastic Images
4. The Biggest Killer In American History
5. No Substance
6. Raise Your Voice (mit Campino)
7. Sowing The Seeds Of Utopia
8. The Hippy Killers
9. The State Of The End Of The Millennium Adress
10. The Voracious March Of Godliness
11. Mediocre Minds
12. Victims Of The Revolution
13. Strange Denial
14. At The Mercy Of Imbeciles
15. The Same Person
16. In So Many Ways